# Тено (Чилі)
Тено (ісп. Teno) — місто в Чилі. Адміністративний центр однойменної комуни. Населення - 6729 осіб (2002). Місто і комуна входить до складу провінції Курико і регіону Мауле.
Територія — 618,4 км². Чисельність населення - 28 921 жителя (2017). Щільність населення — 46,8 чол./км².

## Розташування
Місто розташоване за 78 км на північний схід від адміністративного центру області міста Талька та за 15 км на північний схід від адміністративного центру провінції міста Курико.
Комуна межує:
- на півночі - з комунами Чепіка, Чимбаронго
- на північному сході - з комуною Сан-Фернандо
- на сході - з комуною Ромераль
- на півдні - з комунами Ромераль, Курико
- на заході — з комуною Рауко